# إيون فينا
إيون فينا (إيون يوجين يوفاناكي بالولادة، وأحيانًا يوفاناتشي. وُلد في 17 أبريل 1895 - توفي 6 يوليو 1964) شاعرٌ روماني وروائيّ وصحفي ومنظِّر أدبي وشخصية سياسية. أصبح ناشطًا في حركة الحداثة الأدبية منذ سنوات المراهقة -تُنسب كافة أعماله الشعرية إلى الحركة الرمزية- وشارك في تأسيس مجلّة سيمبولول الأدبية إلى جانب تريستان تزارا ومارسيل يانكو. انحرف فينا، الأكثر ميلًا إلى المحافظة، عن زملائه بعد أن برز اسمهم على الصعيد العالمي بالتزامن مع صعود حركة دادا الفنية التجريبية، فانتسب إلى الثقافة المضادة اليسارية في رومانيا إبان الحرب العالمية الأولى. عمل فينا محررًا لصحيفة كيمارا الاشتراكية إلى جانب نيكولاي ديميترو كوتشا، لكنّه عاد إلى الحركة الطليعية العالمية بين عامي 1923 و1924، ذات الخصائص البنائية والمستقبلية، والسريالية على نحو هامشي.
اكتسب فينا صيتًا بصفته محرر مجلّة كونتيمبورانول وأحد مؤسسيها، وهي أكبر الإصدارات الطليعية المطبوعة في رومانيا إبان عشرينيات القرن الماضي، وهي المجلّة التي نشر فيها قصائده النثريّة المجزّأة أيضًا. شرح فينا نقده الاجتماعي وبرنامجه المتعلّق بالتجديد الثقافي شرحًا مفصّلًا، فدمج بين إعادة التفسير الحداثي للتقاليد مع التسامح الكوسموبوليتي (العالمي) والاهتمام المتواصل بالظاهرة الطليعيّة الأوروبية. انحرف فينا عن التجريب الفني والأدب عمومًا بحلول عام 1930، فبدأ حينها العمل في الصحف التقليدية، وكان ناشرًا صريحًا ضد الفاشية (ولو بصورة متقلّبة)، وتعرّض لازدراء الكتّاب الراديكاليين في مجلّة أونو. خدم فينا في مجلس النواب الروماني، حيث مثّل حزب الفلاحين الوطني، وصبّ اهتمامه بعدها على إدارة صحيفة فاكلا التي أسسها كوتشا. أصبح فينا مناهضًا صلبًا للشيوعية والسوفيتية، فعمل محررًا -على نحو ملتبس- في صحيفة إيفني منتول زيلي في عهد الدكتاتور إيون أنتونيسكو.
تعرّض فينا إلى مضايقات شبه دائمة من طرف السلطات الشيوعية في العقدين الأخيرين من حياته، فمُنع من نشر معظم أعماله. أصبح كاتبًا خفيًا بعد أن عاش في الفقر والعزلة، وعمل لدى صديقه الروائي بيترو دوميتريو بعد أن كان مِنْ منتقديه. عمل فينا في مختلف الوظائف، واستطاع استعادة مكانته بعد أن ترجم أعمال إدغار ألان بو ووليام شكسبير. توفي فينا جراء إصابته بالسرطان في الفترة التي أُعيد فيها نشر أعماله. تزوّج إيون فينا أربع مرات، وكان له الكثير من العلاقات، فكانت زوجته الثالثة الممثلة والروائية هنرييت إيفون شتال، وعملت على تنقيح رواياته غير المنشورة إبان وفاته. ساهمت تلك الوقائع المتخيّلة من حياته الشخصية، على غرار حركة الانحلال الفنية، في تعزيز إقرار مكانته بعد وفاته والاعتراف بكونه كاتبًا مبتكرًا.

## سيرته

### سنوات سيمبولول
وُلد فينا في مدينة جورجيو، وهو ابن ألكسندرو يوفاناكي وأولمبيا (فلاهوبول كونستانتينيدي بالولادة). أنكر فينا البالغ أصوله اليونانية إنكارًا قاطعًا، لكن الوثائق تثبت أن والديه ينحدران من أصول يونانية. انتمى كلا الوالدان إلى الطبقة العليا من المجتمع، فكان ألكسندرو أحد أقرباء الأمير كارياغدي (وكان ألكسندرو أحد محميّي الأمير بعد أن توفي والداه منتحرين)، وحصل على دبلوم في الهندسة من المدرسة المركزية في باريس، لكنه اعتاش على عقارٍ ريفي في دراغانيشت. أما والدته أولمبيا، فكانت معلّمة كلاسيكيات وُلدت لدى عائلة مهاجرة في رومانيا أصلها يوناني عثماني. تقول إحدى الروايات أن إيون هو ابن يوفاناكي بالاسم فقط، وأن أمه أولمبيا فائقة الجمال حملت به بعد علاقةٍ مع القنصل البريطاني في غالاتس هنري سي. دنداس.
انتقلت عائلة يوفاناكي من جورجيو إلى بوخارست، عاصمة مملكة رومانيا، عندما كان فينا طفلًا، وأنجب الزوجان هناك ابنًا ثانيًا اسمه نيكولاي عام 1905. درّب إيون نفسه على القراءة باللغتين الرومانية والفرنسية في مرحلة الطفولة، وتحدّث اللاتينية والألمانية على نحوٍ جيد، وعلّم نفسه الإنجليزية في فترة متأخرة من حياته. درس إيون المرحلة الابتدائية في معهد سفانتا فنيري منذ سنة 1902، واكتشف موهبته في العزف على البيانو، فأخذ دروسًا خاصة في العزف برفقة صديقيه كلارا هاسكيل وجاك جي. غوستين، وبقي الثلاثة أصدقاءً مدى الحياة. صبّ فينا اهتمامه على فقه اللغة منذ أن سجّل في كليّة القديس سافا الوطنية عام 1910، فدرس الأدب الفرنسي الحديث، ثم الرمزية التي استحوذت على اهتمامه. كان الأديب الرمزي الكبير أدريان مانيو معلّمه في المدرسة.
شارك فينا في تأسيس مجلة سيمبولول الأدبية في أكتوبر عام 1912، إلى جانب زميلِيه من كلية القديس سافا الوطنية مارسيل جانكو وتريستان تزارا. كانت المجلة حديثة النشأة ولم تدم طويلًا، لكنها استطاعت استقطاب مساهمات بعض أشهر الرمزيين في رومانيا، مثل ألكسندرو ماتشيدونسكي ونيكولاي دافيديسكو وإيميل إسحاق وإيون مينوليسكو وكلادويا ميليان وألكسندرو تيودور ستاماتياد ومانيو. جسّدت سيمبولول علامةً شعبيةً على تحدي فينا المناهض للسلطات، وجاهرت المجلّة في تعيير الكتّاب الذين ارتبط اسمهم بالتقليدية أو ترييف النزعة الشعبويّة الرومانية. مع ذلك، جاءت قصائده التي نُشرت حينها أقل حدّة، ويعود الفضل في ذلك إلى قصائد ماتشيدونسكي ومينوليسكو وألبرت سامان. قضى فينا إجازةً في غورتشيني، ضمن أحد عقارات تزارا، بعد فترة قصيرة من فترة سيمبولول، ثم توجه إلى توزلا. أنتج التعاون بين فينا وتزارا صنفًا جديدًا من الشعر الحداثي ذاتي الإحالة، متجاوزًا بذلك الأصول الرمزية.

### «الإيمان الجديد» ما بعد الرمزي
عمل إيون، منذ منتصف عام 1913، كاتب عمود وكاتبًا ساخرًا ذي نزعة يسارية في مجلّتي فاكلا ورامبا، اللتين أسّسهما نيكولاي دوميترو كوتشا، ونشر أعماله بأسماء مستعارة مثل «إيون إيوفين» و«إيفين» و«إيون جابكا» و«إيون يوجين فينا» و«كريشان» و«إي. إيوفا» وربما «ستافري» أو «باك» أيضًا. قبل كونستانتين بيلدي توظيفه في مجلّة نوا ريفيستا رومانا. استعمل فينا اسمه الحقيقي أخيرًا في عام 1914، ونضج على الفور ليصبح مناظرًا «مخيفًا وقاسيًا» ذي منطقٍ معصومٍ عن الخطأ، قادرًا على كتابة «نصوصٍ بديعة الحماسة، تحمل بصمةً واضحة من فطنته». ذكر المؤرخ الأدبي بول تشرنات أن فينا لم يكترث بتعريف نفسه ضمن إطار الناقد المحترف أو «المصنِّف»، بل عدّ نفسه مفكرًا مستقلًا على غرار ريمي دو غورمونت وشارل بودلير، لكنّ جهوده هدفت إلى التعويض عن شحّ النقاد الرمزيين والمفسّرين. بحث فينا عن مصادر ومراجع خارج الرمزية، فعثر عليها لدى والت ويتمان وغيوم أبولينير وهنري برغسون، فتنبّأ باقتراب ظهور «الإيمان الجديد» والأدب المناهض للعاطفية.